# 7581 Yudovich
7581 Yudovich este un asteroid din centura principală de asteroizi.

## Descriere
7581 Yudovich este un asteroid din centura principală de asteroizi. A fost descoperit pe 14 noiembrie 1990 la Observatorul de Astrofizică din Crimeea de Liudmila Karacikina. El prezintă o orbită caracterizată de o semiaxă mare de 3,12 ua, o excentricitate de 0,15 și o înclinație de 3,6° în raport cu ecliptica.